# 長音符號
長音符號（Macron；◌̄；長音符）, 由希臘語(makros) 意「巨大」，形為 ¯ ，原意為指示响音成為長响音。相反為短音符號˘，用以指示短音的响音。這些是語音學上的消歧義。

## 用途

### 音节重量
在希腊-拉丁韵律学及其他文学的韵律描述中，长音符号用于标记长/重音节，即便是在相当晚的古典希腊语和拉丁语词典中，也仅仅将音节的长度（重量）纳入比较范畴；这就是韵律学至今不接受韵律学上显著的元音长度说的原因。大多数古罗马和古希腊教材也用长音符号，不过古代其实不用(拉丁语中以尖音符号标记长元音)。

### 元音长度
- 斯拉夫学家用长音符号表示非主音的长元音，或非主音的成音节流音，如l、lj、m、n、nj和r。带这一特征的语言包括塞尔维亚-克罗地亚语、斯洛文尼亚语和保加利亚语的标准语和部分方言。[2]
- 阿拉伯语转写一般用长音符号表示长元音–‎(Aleph，/aː/)、‎(Waw，/uː/或/oː/)和‎(Yodh，/iː/或/eː/)。因此阿拉伯语‎(3)转写为thalāthah。
- 梵语转写一般用加了长音符号的ā、ī、ū、ṝ和ḹ表示长元音(e和o无短音，一般不加长音符号)。[來源請求]
- 拉丁语中，许多较晚近的词典和学习材料将长音符号用作古罗马尖音符号的现代版，用于表示长元音。所有6个元音字母(ā, ē, ī, ō, ū, ӯ)都可变长。I有时可与短音符号结合，特别是用于区分短/i/和/u/与对应半元音/j/和/w/时。长元音和重元音的混淆在一些现代学习材料中都能见到。现代最新的学术文章大都审慎地使用长音符号和短音符号，特别是在兼论元音长度的场合下。
- 古希腊语的罗马化转写中，字母η和ω分别记作ē和ō，表示古希腊语长元音，而短元音ε和ο则分别是e和o。其他长元音则在希腊字母中没有对应的专用字母，通过连字符或α、ι、υ表示–分别表示ā、ī、ū。相同的三个字母表示短元音时分别转写为a、i、u。
- 日语黑本罗马字，将“交通”こうつう记作kōtsū，与“骨”こつ记作kotsu对立。
- 叙利亚语罗马字将长音符号用于表示长元音：ā表示/aː/，ē表示/eː/，ū表示/uː/，ō表示/ɔː/。
- 波罗地语族和芬兰语支：
  - 拉脱维亚语。ā、ē、ī、ū是互相独立的字母，在词语定序下分别与a、e、i、u对应。Ō自1946年废弃了。[3]一些用法仍保留于拉特加莱语。
  - 立陶宛语。ū是一个单独的字母，在词语定序下与u一致，标记长元音；其他长元音通过反尾形符(本用于标记鼻化)：ą、ę、į、ų和o在立陶宛语中都是长音，只有极少数晚近的借词例外。i的长音用y表示。
  - 利沃尼亚语中，ā、ǟ、ē、ī、ō、ȱ、ȭ和ū是互相独立的字母，对应的短元音按字母表排序是a、ä、e、i、o、ȯ、õ和u。
  - 萨莫吉提亚语.ā、ē、ė̄、ī、ū和ō是互相独立的字母，对应的短元音按字母表排序是a、e、ė、i、u和o。
- 纳瓦特尔语转写。他们自己的本土字母不区分元音长度。在1645年，霍拉西奥·卡洛奇将长音符号用于ā、ē、ī和ō以表示长元音，短元音则以钝音号(`)表示。
- 古英语的现代转写表示长元音。
- 巴利语和梵语的拉丁转写，以及IAST和印度-雅利安语支和达罗毗荼语系的ISO 15919转写。
- 玻理尼西亚语：
  - 库克群岛毛利语中，长音符号被称为mākarōna，在书面上不常用，而是用于语言学习的教学材料。[4][5]
  - 夏威夷语中，长音符号被称为kahakō，表示长元音，会影响辨义与重音位置。
  - 毛利语的现代文本中，长音符号用于标记长元音，分音符则在没有长音符号的场合下使用(如“Mäori”)。[6]在过去，书面毛利语要么不区分元音长度，要么双写元音字母(如“Maaori”)，今日部分iwi方言仍如此。
  - 纽埃语中，“俗写”不怎么区分元音长度，长音符号主要用于学术研究。[7]
  - 塔希提语中，长音符号的使用相对晚近。Fare Vānaʻa或Académie Tahitienne(塔希提学院)正在推广其使用，被称作tārava。政府呼吁人们在科普文章或教学材料中使用长音符号，[8][9]且已被广泛接受[10][11][12](在过去，书面塔希提语不区分元音长度)。[13]
  - 汤加语和萨摩亚语中，长音符号分别被称为toloi/fakamamafa或fa'amamafa。其用法与毛利语相似，也能用分音符代替。汤加语的用途不如萨摩亚语普遍，不过最近的学术出版物和进阶学习教材都在使用它。[14]
- 斐济语词典及对外教学材料中，斐济语言学书籍和论文中也常见长音符号。对于斐济语流利使用者来说不常见，语境往往已经足够区分多音字。
- 乌德盖语的西里尔和拉丁转写。
- 采兹语采巴里方言的拉丁与西里尔转写。
- 西克里语、福克斯语和西奥吉布瓦语中，阿尔冈昆语标准罗马正字法(SRO)表示长元音[aː eː iː oː~uː]用扬抑符⟨â ê î ô⟩或长音符号⟨ā ē ī ō⟩。

### 声调
- 国际音标中，长音符号用于表示中平调。
- 汉语拼音中，ā、ē、ī、ō、ū、ǖ用于表示平声。也可以在音节后用1表示。
- 耶鲁粤语拼音中，ā、ē、ī、ō、ū、m̄、n̄表示粤语的高平调。与普通话类似，也可以在音节后用1表示。
- 於臺灣閩南語羅馬字拼音方案、白話字, 長音符號用於a, e, i, o, u (ā, ē, ī, ō, ū) 以指示台灣話中的第七調。
- 於臺語通用拼音, 長音符號用於a, e, i, o, u (ā, ē, ī, ō, ū) 以指示台灣話中的第四調與第七調。
- 於客語通用拼音, 長音符號用於a, e, i, o, u (ā, ē, ī, ō, ū) 以指示臺灣客家語中，海陸腔的中平調

### 其他
有时长音符号也可加在n或m上，常也可写作波浪号：
- 古英语文本中，字母上加的长音符号表示省略了本来在该字母后的m或n。
- 德语古代手稿中，a-e-i-o-u或ä-ö-ü上的长音符号表示n，在m或n上时表示双写字母。这一传统在16世纪进入英语的印刷行业。在词尾的u上的长音符号表示um。

### 扩展字母
希伯来语拉丁化方案中，下长音符一般用于标记弱化的begadkefat。不过，出于排版原因，在p和g上用的是长音符：p̄、ḡ。
长音符用于所罗门群岛和瓦努阿图几种土语，特别是由美拉尼西亚传教士首先转写的语言。长音符本身不表示特殊的音值，仅用于标识两个不同的音素。
因此，班克斯群岛莫塔拉瓦语在内的几种语言中，:115–146 [118]m表示/m/，m̄表示圆唇唇软腭鼻音/ŋ͡mʷ/；n表示齿龈鼻音/n/，n̄表示软腭鼻音/ŋ/；ē表示/ɪ/，e表示/ɛ/；ō表示/ʊ/，o表示/ɔ/。
希乌语正字法中，r̄表示预成阻软腭边近音/ᶢʟ/。:421
阿拉基语中，r̄表示齿龈颤音/r/，而r表示齿龈闪音/ɾ/。
比斯拉马语(1995年以前的正字法)、拉门语和乐沃语中，长音符号用于。m̄表示/mʷ/，p̄表示/pʷ/。1995年以后的正字法(没有变音符号)将其分别写作mw和pw。
可可他语中，ḡ表示浊软腭塞音/ɡ/，不带符号的g表示浊软腭擦音/ɣ/。
马绍尔语中，长音符号用于4个字母，其发音与不加符号的有别。马绍尔语的三四个元音形成纵向元音系统，传统上它们的同位异音需要被写出，so vowel letters with macron are used for some of these allophones. Though the standard diacritic involved is a macron, there are no other diacritics usedaboveletters, so in practice other diacritics can and have been used in less polished writing or print, yielding nonstandard letters like, depending on displayability of letters in计算机字体。
- 读作[æ~ɛ]是/a/的颚化同位异音。
- 表示软腭鼻音/ŋ/和唇化软腭鼻音/ŋʷ/，取决于语境。标准字母does not exist as aprecombined glyphinUnicode，所以非标准变体也很常用。
- 表示[ʌ]或[ɤ]，分别是/ɜ/和/ɘ/的展唇软腭化同位异音。
- 表示/ɨ/的展唇软腭化同位异音[ɯ]。

欧波罗语中，n表示齿龈鼻音/n/，n̄表示软腭鼻音/ŋ/。

### 其他用途
- 俄语草书及一些其他语言的西里尔字母(如保加利亚语字母)系统中，小写的Т看上去很像小写的m，长音符号常用于将它们与Ш区分，它看上去又很像小写的w。有些人会在ш下面加上下划线，进一步增加辨识度。

部分环境下，变音符号可能会被写得很像长音符：
- 部分芬兰语、爱沙尼亚语和瑞典语漫画书中，用手写体时，长音符形变音符号会出现于ä和ö(爱沙尼亚语还包括õ和ü)，口语中也称作“懒人变音符”。一些现代德语手写体也可见这一特征。
- 於全部使用大階的手繪法語漫畫書籍，會以長音符號取代來抑揚符號。
- 在部份德語書寫系統，長音符號用於區別u和n。
- 挪威语中ū、ā、ī、ē和ō在书面挪威语和新挪威语均可出于装饰性目的，用于表示长元音。变音符号不带音值，现代挪威语中很少在手写以外的场合用到。
- 匈牙利语非正式书写中，长音符可以是双锐音符或分音符的代替(如ö或ő)。这会造成歧义，使用它被认为是不良的习惯。
- 非正式书写中，西班牙语ñ有时可用长音符号形的波浪符表示：n̄。

### 医学
处方及其他手稿中，长音符号表示：
- ：“在……之前”，来自拉丁语ante的缩写
- ：“与”，来自拉丁语cum的缩写
- ：“在……之后”，来自拉丁语post的缩写[22]:256
- ：“每”，来自拉丁语quisque的缩写
- ：“没有”，来自拉丁语sine的缩写
- ：“除了”

### 数学与科学
上横线在排版上与长音符相同，数学中可用于表示共轭复数：
{\displaystyle z=a+bi;\quad {\overline {z}}=a-bi}
几何学中表示线段(如{\displaystyle {\overline {AB}}})、统计学中表示算术平均数(如{\displaystyle {\overline {X}}})和逻辑学中表示否定。也用于赫尔曼–莫甘记号。

### 音乐
音乐中，保持音的标记用长音符完成。
长音符还用于德国鲁特琴奏法乐谱，以区分重复的字符。

## 输入
Unicode对组合字符和预组字符分别有一套长音符字符：
| 描述       | 长音符         | 长音符         | 长音符         | 长音符         | 长音符         | 长音符         |
| 描述       | 字符           | Unicode        | HTML           | 字符           | Unicode        | HTML           |
| ---------- | -------------- | -------------- | -------------- | -------------- | -------------- | -------------- |
|            |                |                |                |                |                |                |
| 上长音符   |                |                |                |                |                |                |
| 组合       | 组合           | 组合           | 分离           | 分离           | 分离           |                |
| ◌̄ 单       | U+0304         | &#772;         | ¯ 标记         | U+00AF         | &macr; &#175;  |                |
| ◌͞◌ 双      | U+035E         | &#862;         | ˉ 字母         | U+02C9         | &#713;         |                |
| 下长音符   | (参见下长音符) | (参见下长音符) | (参见下长音符) | (参见下长音符) | (参见下长音符) | (参见下长音符) |
| 补充变音符 | 拉丁           | 拉丁           | 拉丁           | 拉丁           | 拉丁           | 拉丁           |
| 补充变音符 | 大写           | 大写           | 大写           | 小写           | 小写           | 小写           |
| —          | Ā              | U+0100         | &#256;         | ā              | U+0101         | &#257;         |
| —          | Ǣ              | U+01E2         | &#482;         | ǣ              | U+01E3         | &#483;         |
| —          | Ē              | U+0112         | &#274;         | ē              | U+0113         | &#275;         |
| —          | Ḡ              | U+1E20         | &#7712;        | ḡ              | U+1E21         | &#7713;        |
| —          | Ī              | U+012A         | &#298;         | ī              | U+012B         | &#299;         |
| —          | Ō              | U+014C         | &#332;         | ō              | U+014D         | &#333;         |
| —          | Ū              | U+016A         | &#362;         | ū              | U+016B         | &#363;         |
| —          | Ȳ              | U+0232         | &#562;         | ȳ              | U+0233         | &#563;         |
| 分音符     | Ǟ              | U+01DE         | &#478;         | ǟ              | U+01DF         | &#479;         |
| 分音符     | Ȫ              | U+022A         | &#554;         | ȫ              | U+022B         | &#555;         |
| 分音符     | Ǖ              | U+01D5         | &#469;         | ǖ              | U+01D6         | &#470;         |
| 分音符     | Ṻ              | U+1E7A         | &#7802;        | ṻ              | U+1E7B         | &#7803;        |
| 上加点     | Ǡ              | U+01E0         | &#480;         | ǡ              | U+01E1         | &#481;         |
| 上加点     | Ȱ              | U+0230         | &#560;         | ȱ              | U+0231         | &#561;         |
| 下加点     | Ḹ              | U+1E38         | &#7736;        | ḹ              | U+1E39         | &#7737;        |
| 下加点     | Ṝ              | U+1E5C         | &#7772;        | ṝ              | U+1E5D         | &#7773;        |
| 反尾形符   | Ǭ              | U+01EC         | &#492;         | ǭ              | U+01ED         | &#493;         |
| 波浪符     | Ȭ              | U+022C         | &#556;         | ȭ              | U+022D         | &#557;         |
| 锐音符     | Ḗ              | U+1E16         | &#7702;        | ḗ              | U+1E17         | &#7703;        |
| 锐音符     | Ṓ              | U+1E52         | &#7762;        | ṓ              | U+1E53         | &#7763;        |
| 钝音符     | Ḕ              | U+1E14         | &#7700;        | ḕ              | U+1E15         | &#7701;        |
| 钝音符     | Ṑ              | U+1E50         | &#7760;        | ṑ              | U+1E51         | &#7761;        |
| 西里尔     |                |                |                |                |                |                |
| —          | Ӣ              | U+04E2         | &#1250;        | ӣ              | U+04E3         | &#1251;        |
| —          | Ӯ              | U+04EE         | &#1262;        | ӯ              | U+04EF         | &#1263;        |
| 希腊       |                |                |                |                |                |                |
| —          | Ᾱ              | U+1FB9         | &#8121;        | ᾱ              | U+1FB1         | &#8113;        |
| —          | Ῑ              | U+1FD9         | &#8153;        | ῑ              | U+1FD1         | &#8145;        |
| —          | Ῡ              | U+1FE9         | &#8169;        | ῡ              | U+1FE1         | &#8161;        |

表中未列出的与长音符有关的Unicode字符：
- CJK全角变体：
  - U+FFE3 ￣ FULLWIDTH MACRON ，HTML：&#65507;
- 哈萨克斯坦坚戈
  - U+20B8 ₸ TENGE SIGN ，HTML：&#8376;
- 上横线
- 使用下长音符的字符
- 结合了长音符的声调轮廓转写：
  - U+1DC4 ◌᷄ COMBINING MACRON-ACUTE ，HTML：&#7620;
  - U+1DC5 ◌᷅ COMBINING GRAVE-MACRON ，HTML：&#7621;
  - U+1DC6 ◌᷆ COMBINING MACRON-GRAVE ，HTML：&#7622;
  - U+1DC7 ◌᷇ COMBINING ACUTE-MACRON ，HTML：&#7623;
- 安塔纳斯·巴拉瑙斯卡斯用于立陶宛语词典的两个记号：[24][25]
  - U+1DCB ◌᷋ COMBINING BREVE-MACRON ，HTML：&#7627;
  - U+1DCC ◌᷌ COMBINING MACRON-BREVE ，HTML：&#7628;

LaTeX中，长音符可通过指令“\=”输入，如：M\=aori→Māori。

## 其他
- 西里爾字母的小階т與拉丁字母的小階m相似
- 音樂中的持續記號與長音符號相似。

## 非附加符號的用法
- 在醫學描述(medical prescriptions)裡，長音符號加在"c"上表示"with"之意，為一簡寫如拉丁语"cum"的表示。

- 在數學，特別是統計學上，長音符號是表示平均數(例如{\displaystyle {\bar {x_{i}}}}的意思是{\displaystyle x_{i}}的平均數。)

## 趣事
- 在其中一集的，角色Sideshow Bob看到手指的紋身，一個是"LUV"，另一個是"HĀT"，兩者是縮寫的「Love"」及「Hate」，因為劇中的角色每隻手只有3隻手指。

## 參看
- Āā、Ēē、Ḡḡ、Īī、Ōō、Ūū、Ȳȳ、Ǣǣ
- Э̄
- 上横线
- 波浪號
- 扬抑符
- 下長音符（英语：Macron below）
- 附加符號
- 組合附加符號

## 外部連結
- Project—All you need to design a font with correct accents（页面存档备份，存于）
- māmā hoki o te patopatoInformation on typing macrons.
- Kupu o te RāInformation about typing macrons, macron support in email packages, and TXTing macrons.